# Leopold M. Van den Brande
Leopold M. van den Brande (Mechelen, 2 november 1947) is een Belgisch dichter.

## Prijzen
- 1972 · Provinciale Poëzieprijs Herentals voor Geschraagd geraamte
- 1975 · Poëzieprijs van Knokke-Heist voor Alchemie van de roos
- 1976 · Poëzieprijs van de stad Halle voor Alchemie van de roos
- 1980 · Herdenkingsprijs Basiel de Craene voor De nabijheid van spiegels
- 1980 · Prijs van de Vlaamse Poëziedagen
- 1981 · Jules Van Campenhoutprijs voor Poëzie voor De nabijheid van spiegels
- 1981 · Poëzieprijs van de stad Sint-Truiden
- 1981 · Prijs van de Vlaamse Club Brussel voor De kooi van Faraday
- 1983 · Gouden-Litera Onderscheiding
- 1984 · Koreander Poëzieprijs
- 1984 · Prijs van de stad Antwerpen voor De kooi van Faraday
- 1985 · Driejaarlijkse Hugues C. Pernathprijs voor Poëzie voor De kooi van Faraday
- 1986 · Poëzieprijs stad Izegem voor De kooi van Faraday
- 1986 · Guido Gezelleprijs voor De kooi van Faraday